# Невада — Семипалатинск
«Невада — Семипалатинск» (каз. Невада — Семей) — антиядерное движение, организованное общественным деятелем Казахской ССР Олжасом Сулейменовым 28 февраля 1989 года.

## Устав организации
В уставе организации указывалось следующие принципы:
- отрицания любых, видов деятельности, приводящих к распаду, человека, общества и природы[1];
- непринятия любых форм насилия и розни — военных, политических, идеологических, религиозных и национальных[1]
- открытости к сотрудничеству в Республике Казахстан и за его пределами с государственными и общественными структурами на основании и во исполнение положения данного Устава[1].

## История движения
Первым, кто поднял голос протеста против продолжения ядерных испытаний на Семипалатинском полигоне, был Кешрим Бозтаев . Будучи первым секретарём Семипалатинского обкома Компартии Казахской ССР, 20 февраля 1989 года, игнорируя ЦК Компартии Казахской ССР, он отправил шифрограмму в ЦК КПСС на имя М. С. Горбачёва :
Совершенно секретно, Экз. № 1
Москва, Кремль
Генеральному секретарю ЦК КПСС
т. Горбачеву М.С.
Семипалатинский обком Компартии Казахстана информирует ЦК КПСС о том, что с 1949 года на полигоне вблизи города Семипалатинска с населением 340 тысяч человек проводятся ядерные испытания. Первое время – в атмосфере, а с 1963 года – подземные.
Сейчас, через 40 лет, окружающие полигон условия изменились, численность населения возросла в три раза, многократно увеличилось поголовье животных. Полигон оказался в густонаселённой местности. Однако в работе полигона это не учитывается, ежегодно производится до 14-18 ядерных взрывов, которые сопровождаются сейсмическим воздействием на здания и инженерные сети, выводят из строя сотни колодцев, снабжавших водой жилые посёлки и животноводство. Город строился без учета сейсмики. Кроме того, на территории полигона в течение 25 лет подземных взрывов деформировалась земная кора и в каждом третьем случае происходит истечение радиоактивных газов на поверхность, исключить которое практически невозможно. В 1987 году через Семипалатинск прошла такая струя газов радиоактивностью в 350-400 микрорентген в час, а при испытаниях 12 февраля текущего года за пределами полигона был зафиксирован уровень радиоактивности до 3000 микрорентген в час, и только в результате изменения направления ветра эти газы не достигли областного центра.
Ядерные испытания, естественно, вызывают у общественности разное толкование, создают напряженную морально-психологическую атмосферу среди населения, и не без основания они связываются с состоянием здоровья и возможными разрушениями.
Партийные комитеты области проводят большую разъяснительную работу среди населения.
Обком партии, озабоченный сложившейся ситуацией, просит ЦК КПСС поручить соответствующим министерствам и ведомствам временно приостановить или резко сократить частоту и мощность взрывов, а в дальнейшем перенести ядерные испытания в другое, более приемлемое место».
20 февраля 1989 г.
Первый секретарь Семипалатинского обкома Компартии Казахстана

Бозтаев К.Б.
Н. Назарбаев (занимавший тогда должность Председателя Совета Министров Казахской ССР), поддержал инициативу Бозтаева и предложил привлечь Олжаса Сулейменова как «хорошую поддержку в антиполигонном движении»  .  
26 февраля 1989 года Олжас Сулейменов, выступая по республиканскому телевидению, выступил за закрытие Семипалатинского полигона . 
В то же время документ, отправленный Бозтаевым, вызвал большую тревогу в Москве. И 28 февраля 1989 года в  Курчатов приехала правительственная комиссия , которая не только изучила обстановку на полигоне, но и встречалась с трудовыми коллективами. К. Бозтаев, руководивший организацией встреч с членами комиссии, хотел, чтобы они «сами убедились, каковы мнение и настрой людей» .
И 28 февраля в Алма-Ата у здания Союза писателей был собран митинг, который принял решение организовать антиядерное движение. Официально оно было зарегистрировано под названием «Невада-Семипалатинск» в апреле 1989 года .

Как сообщает издание «Казахстан. Национальная энциклопедия» : 
Отделения движения были открыты во всех областях Казахстана, а также в России, США, Италии, Турции, Японии.
Движение «Невада — Семипалатинск» достигло успеха, впервые в мире применив новую модель — взаимодействие народной и парламентской дипломатии. В Казахстан приехала делегация из США (из штата Невада), они прошли мирным шествием, призывая остановить ядерные испытания во всём мире. Таким образом движение стало международным и приобрело своё название.
Вспоминая историю Движения, Казахстанская правда отмечала, что своими успехами оно во многом обязано всесторонней поддержке правительства Казахстана. В качестве примера газета называла первый международный конгресс «Избиратели против ядерного оружия». Благодаря правительственной поддержке в 1990 году на Конгресс приехали «крупные зарубежные ученые, политики, борцы за мир практически со всей планеты». Такую же помощь Движение получало и позднее, проводя «марши мира» .

Как писала Марта Олкотт :
Сведения о происхождении и источниках финансирования этого движения весьма смутны. Несмотря на то что Сулейменов любил называть себя деятелем оппозиции (а он действительно был бельмом на глазу компартии времен Кунаева), он был представителем истеблишмента позднего горбачевского периода, активным коммунистом, одним из фаворитов Горбачева и пользовался привилегиями, которые обычно предоставлялись членам ЦК. Теперь трудно выяснить, принадлежала ли идея создания этого движения исключительно самому Сулейменову, как он неоднократно заявлял, тем не менее движение «Невада — Семипалатинск» принесло пользу и Михаилу Горбачеву, и Нурсултану Назарбаеву.

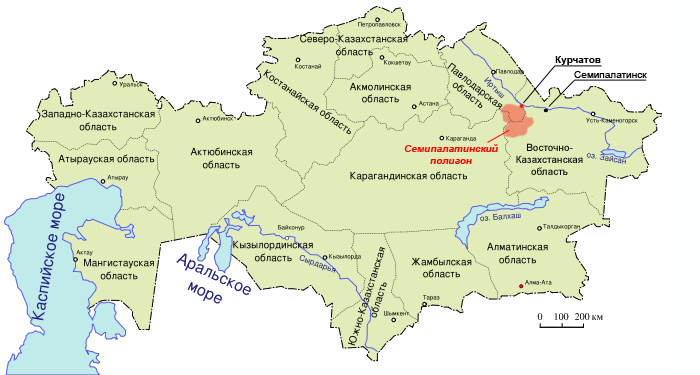
Семипалатинский полигон на схеме Казахстана.

## Достижения и факты
- Движение принимало участие в демонстрациях, маршах протеста, маршах мира в Казахстане, России, Америке и Японии.
- В 1989 году деятельность движения привела к сокращению количества взрывов на Семипалатинском полигоне до 7 из запланированных 18. Последний состоялся 19 октября.
- 130 тысяч шахтёров Караганды — участники движения — приняли резолюцию: в случае продолжения испытаний начать бессрочную забастовку. Их поддержали рабочие Семипалатинска, Павлодара, Усть-Каменогорска и Жезказгана. Рабочих поддержал и Верховный Совет.
- Семипалатинский ядерный полигон был закрыт 29 августа 1991 года решением правительства Республики Казахстан, Указ № 409 Президента Казахстана. В декабре 1993 года согласно директиве министра обороны Российской Федерации Семипалатинский полигон (или официально — 2-й Государственный центральный испытательный полигон) — был расформирован.
- Усилиями движения «Невада—Семипалатинск» было проведено несколько международных Конгрессов Глобального Антиядерного Альянса.
- II Конгресс Глобального Антиядерного Альянса состоялся 30 августа 1993 года в Алма-Ате. Рассмотрены три ключевые темы: определение неправительственных путей борьбы против ядерного оружия, экологическое положение в районах ядерных полигонов и их окрестностей, здоровье населения в регионах, где проводились испытания. На антиядерном конгрессе принято решение о создании международного фонда под эгидой ООН для оказания помощи населению районов, пострадавших от ядерных испытаний[12].
- III Конгресс Глобального Антиядерного Альянса, который прошёл с 17 по 20 мая 2000 года в столице Республики Казахстан городе Астане, принял своё обращение к Генеральному секретарю ООН.
- В Казахстане вышел Закон «О социальной защите граждан, пострадавших вследствие ядерных испытаний на Семипалатинском ядерном полигоне».
- В сентябре 2001 года Международное антиядерное движение «Невада-Семипалатинск» призвало делегатов Конференции по Договору о всеобщем запрещении ядерных испытаний (ДВЗЯИ) присоединиться к полному запрету ядерных испытаний.
- В 2009 году состоялся юбилей движения, главный офис которого находится в Алма-Ате.